# 니하리촌 (지바현)
니하리촌(新治村)은 지바현 조세이군에 일찍이 존재했던 촌이다. 현재의 지바현 모바라시 북서부에 해당한다.

## 역사
- 1889년 4월 1일 - 정촌제 시행에 수반해 가미하부군 니하리촌이 성립하였다.
- 1897년 4월 1일 - 가미하부군이 폐지되어 조세이군이 되었다.
- 1953년 4월 1일 - 혼노정과 합병해, 혼노정이 성립해, 니하리촌은 소멸하였다.